# Montclar-sur-Gervanne
Montclar-sur-Gervanne è un comune francese di 189 abitanti situato nel dipartimento della Drôme della regione dell'Alvernia-Rodano-Alpi.

## Società

### Evoluzione demografica
Abitanti censiti